# Liste der Naturdenkmale in Auw bei Prüm
Die Liste der Naturdenkmale in Auw bei Prüm nennt die im Gemeindegebiet von Auw bei Prüm ausgewiesenen Naturdenkmale (Stand 4. April 2024).

## Naturdenkmale
| Nr.         | Bezeichnung             | Lage                                                           | Beschreibung                | Bild            |
| ----------- | ----------------------- | -------------------------------------------------------------- | --------------------------- | --------------- |
| ND-7232-530 | Blutbuche „Kettenkreuz“ | Schlausenbach, südöstlich des Ortes; Abteilung Königsfenn Lage | Fagus sylvatica f. purpurea | Fotos hochladen |